# Carsko Seło Sofia
Carsko Seło Sofia (bułg. Футболен Клуб Царско село 2015) – bułgarski klub piłkarski, mający siedzibę w mieście Sofia, stolicy kraju. Obecnie występuje w Pyrwa PFL.

## Historia
Chronologia nazw:
- 2015: Futbołna Akademia Carsko Seło (bułg. Футболна академия Царско село)
- 2016: FK Carsko Seło (bułg. ФК Царско село) – po fuzji z FK Sofia 2010

Klub piłkarski Futbołna Akademia Carsko Seło został założony w miejscowości Sofia 1 lipca 2015 roku przez poprzedniego Prezesa PFK CSKA Sofia Stojne Manołowa. Zadaniem Akademii było poszukiwanie i rozwój młodych piłkarzy urodzonych w latach 2002–2010. Klub został początkowo zarejestrowany, a następnie utworzono kolejną drużynę męską w A RFG Sofia Południe. 28 lipca 2016 po fuzji z FK Sofia 2010 przyjął nazwę Carsko Seło. W sezonie 2016/17 zespół rozpoczął występy w rozgrywkach Wtorej profesionałnej futbołnej ligi (D2). W debiutowym sezonie zajął 5.miejsce. W następnym sezonie 2017/18 awansował na trzecią lokatę, które promowało do barażów play-off. Jednak przegrał w barażach i nie awansował do pierwszej ligi. Dopiero w sezonie 2018/19 po wygraniu drugiej ligi zdobył historyczny awans do Pyrwej profesionałnej futbołnej ligi.

## Barwy klubowe, strój
| Czerwony | Biały |

Klub ma barwy czerwono-białe. Zawodnicy domowe spotkania zazwyczaj grają w czerwonych koszulkach, czerwonych spodenkach oraz czerwonych getrach.

## Sukcesy

### Trofea międzynarodowe
Nie uczestniczył w rozgrywkach europejskich (stan na 31-05-2019).

### Trofea krajowe
| \| \| Zdobyte trofea w rozgrywkach Bułgarii (stan na: 31-05-2019) \| |                                                             |      |          |
| Rozgrywki                                                            | Osiągnięcie                                                 | Razy | Sezon(y) |
| · Mistrzostwo                                                        | I miejsce                                                   | 0    |          |
| · Mistrzostwo                                                        | II miejsce                                                  | 0    |          |
| · Mistrzostwo                                                        | III miejsce                                                 | 0    |          |
| · Mistrzostwo                                                        | ?.miejsce                                                   | 1    | 2019/20  |
| Puchar                                                               | zdobywca                                                    | 0    |          |
| Puchar                                                               | finalista                                                   | 0    |          |
| Puchar                                                               | 1/8 finału                                                  | 1    | 2017/18  |
| II liga                                                              | I miejsce                                                   | 1    | 2018/19  |
| II liga                                                              | II miejsce                                                  | 0    |          |
| II liga                                                              | III miejsce                                                 | 1    | 2017/18  |
| Bułgaria                                                             | Zdobyte trofea w rozgrywkach Bułgarii (stan na: 31-05-2019) |      |          |

- Obłastna amatiorska futbołna grupa - Jug (D4):
  - wicemistrz (1x): 2015/16

## Poszczególne sezony

### Rozgrywki krajowe
| \| Bułgaria \| Bilans występów klubu w rozgrywkach piłkarskich Bułgarii (Stan na 31 maja 2019 r.) \| \| |                                                                                    |        |       |   |   |   |    |    |     |           |        |        |      |
| Poziom                                                                                                  | Rozgrywki                                                                          | Sezony | Mecze | Z | R | P | B+ | B– | Pkt | Lata      | Awanse | Spadki | Naj. |
| I | Pyrwa profesionałna futbołna liga                                                  | 0      |       |   |   |   |    |    |     | od 2019   | 0      | 0      | ?    |
| II | Wtora profesionałna futbołna liga                                                  | 3      |       |   |   |   |    |    |     | 2016–2019 | 1      | 0      | 1    |
| IV | Obłastna amatiorska futbołna grupa - Jug                                           | 1      |       |   |   |   |    |    |     | 2015/16   | 1      | 0      | 2    |
| | Puchar                                                                             |        |       |   |   |   |    |    |     | od 2016   |        |        | 1/8  |
| Bułgaria                                                                                                | Bilans występów klubu w rozgrywkach piłkarskich Bułgarii (Stan na 31 maja 2019 r.) |        |       |   |   |   |    |    |     |           |        |        |      |

## Piłkarze i trenerzy klubu

### Trenerzy
| Lp. | Imię i nazwisko  | Okres urzędowania | Okres urzędowania |
| --- | ---------------- | ----------------- | ----------------- |
| 1.  | Todor Janczew    | 28.12.2015        | 29.10.2016        |
| 2.  | Nikoła Spasow    | 29.10.2016        | 3.01.2018         |
| 3.  | Weselin Welikow  | 3.01.2018         | 8.05.2018         |
| 4.  | Welisław Wucow   | 8.05.2018         | 1.06.2018         |
| 5.  | Nikoła Spasow    | 1.06.2018         | 1.04.2020         |
| 6.  | Vladimir Vutov   | 4.04.2020         | 30.04.2020        |
| 7.  | Ljubosław Penew  | 30.04.2020        | 28.03.2021        |
| 8.  | Antoni Zdrawkow  | 29.03.2021        | 8.10.2021         |
| 9.  | Ljubosław Penew  | 13.10.2021        | 1.01.2022         |
| 10. | Vladimir Vutov   | 7.01.2022         | 27.01.2022        |
| 11. | Andrea Sassarini | 27.01.2022        | 5.03.2022         |
| 12. | Stefano Maccoppi | 5.03.2022         | obecnie           |

## Struktura klubu

### Stadion
Klub piłkarski rozgrywa swoje mecze domowe na stadionie Kompleksu Sportowego Carsko Seło w południowo-zachodniej dzielnicy Dragałewci w Sofii, który może pomieścić 1 550 widzów.

### Inne sekcje
Klub prowadzi drużyny dla dzieci i młodzieży w każdym wieku.

### Sponsorzy
Sponsorem technicznym w latach 2015–2017 była hiszpańska firma Joma, a od 2017 amerykańska firma Nike. Sponsorem głównym jest od 2019 firma WINBET.

## Kibice i rywalizacja z innymi klubami

### Rywalizacja
Największymi rywalami klubu są inne zespoły z miasta.

### Derby
- Akademik Sofia
- PFK CSKA Sofia
- CSKA 1948 Sofia
- Lewski Sofia
- Łokomotiw Sofia
- Septemwri Sofia
- Sławia Sofia